# العز والرفعة والمنافع للمجاهدين في سبيل الله بالمدافع

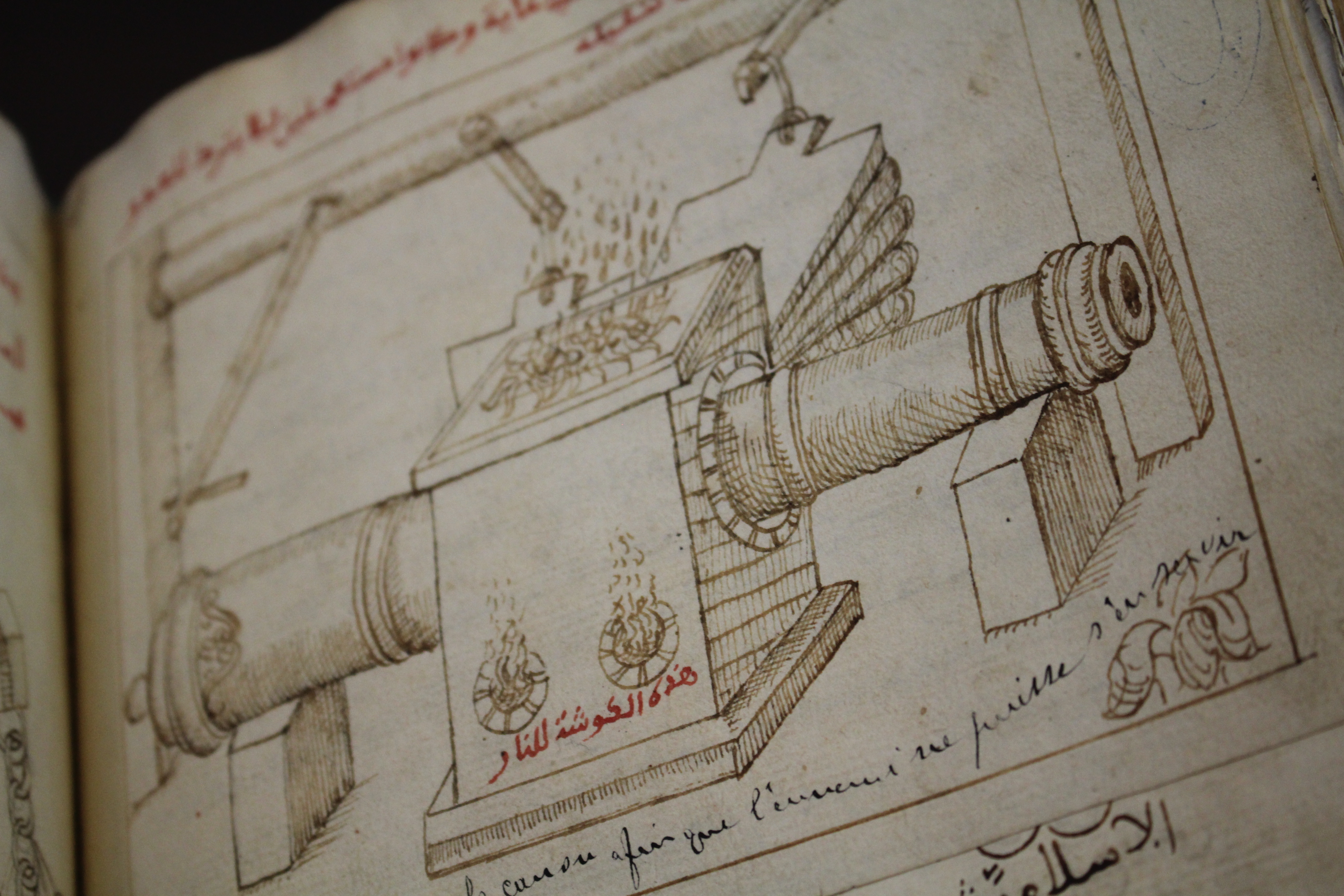
صورة للمخطوط

العز و الرفعة و المنافع للمجاهدين في سبيل الله بالمدافع هو كتاب من القرن الخامس عشر للكاتب ابن غانم الرياش عن المدافع. وقد صدر عن دار الكتب الوطنية في هيئة أبوظبي للسياحة والثقافة نسخة محققة لأول مخطوط عربي عن العلوم المدفعية والمترجم عن الإسبانية الدارجة.

## تعريف الكاتب
كاتب الكتاب هو ابراهيم ابن أحمد ابن زكريا غانم الرياش الأندلسي والذي كتم إسلامه وأظهر تنصره خوفًا من محاكم التفتيش وعمل رُبانًا على سفن الأساطيل الإسبانية ، ولما كانت المدافع شيئًا مجهولًا بالنسبة لمعظم المسلمين حينها، تعلم ابن غانم من الإسبان كل شيء عنها وألّف هذا الكتاب باللغة الإسبانية وتُرجَم لاحقًا إلى العربية.

## وصلات خارجية
- صفحة للكتاب على موقع goodreads.com
- مخطوط الكتاب في الواي باك مشين.